# BOB Born
BOB Born (* 1957 als Christian Bob Born) ist ein deutscher Cartoonist und Illustrator. Er machte seinen Zweitnamen in der Schreibweise „BOB“ zu seinem Signet und zu seinem Künstlernamen. Seine Bilder (Cartoons, Karikaturen, Bilderwitze) skizzieren alltägliche Szenen und Dialoge und verwenden unterschiedlichste Humorformen (z. B. Wortspiele, Nonsense, Kalauer, Anspielung); viele von ihnen gehören zu Serien (z. B. „BOB’s Strapaziergänge“, „Frustschutzmittel“ oder „Vetter Hugo& Base Litz“).

## Leben und Werk
Born lebt in Freiburg. Er studierte Biologie und Pharmakologie. Seit 1986 ist er freiberuflicher Cartoonist und Illustrator.
Seine Zeichnungen erscheinen regelmäßig in medizinischen Zeitungen wie „Medical Tribune“, in sozial ausgerichteten Zeitungen wie „Orientierung“ oder „Sozialarbeiterbrief“ sowie unregelmäßig in Zeitungen (z. B. wie „Badische Zeitung“), Zeitschriften (z. B. „Apotheken Umschau“), Büchern, Kalendern, Lehr- und Übungsmaterialien u. ä.
Seine Schwerpunktthemen sind Medizin und Kommunikation sowie zunehmend Soziales (z. B. Behinderung, Integration und Inklusion).